# Језерити
Језерити или Језерци (грч. Εζερίτες) су јужнословенско племе које је заједно са Милинзима насељавало Пелопонез у средњем веку (7–9. век). Основна делатност им је земљорадња и сточарство. Разликовали су се од Милинга по свом мирном и небунтовном начину живота.
Крајем 6. века Срби и други јужнословенски народи ојачали су свој утицај на Балканском полуострву. За време владавине цара Ираклија готово читава територија данашње Грчке била је под њиховом влашћу. Чак и у 9. веку, када је обновљена византијска власт у Грчкој, ова област је још дуго звала словенска земља. Патријарх цариградски Никола III, у једној од својих посланица говори да су Словени 218 година одржали превласт у Грчкој, а да се у то време Византинци нису усудили појавити на Пелопонезу.
Језерити су као и остала јужнословенска племена на тлу данашње Грчке били хеленизовани од краја 8. века, па све до 20. века. Последње помињање словенских племена на Пелопонезу налази се у записима из 15. века.